# Манифест Монте-Кристи

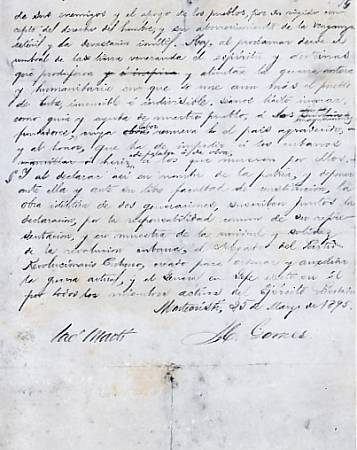
Документ, подписанный Хосе Марти и Максимо Гомесом

«Манифест Монте-Кристи» (исп. Manifiesto de Montecristi) — официальный документ Кубинской революционной партии с изложением идей Хосе Марти, обосновывающих организацию войны за независимость Кубы. Документ написан Хосе Марти, подписан им и Максимо Гомесом 25 марта 1895 года в Монте-Кристи, Доминиканская Республика. В документе Марти раскрыл причины, побудившие Кубу вести борьбу против Испании для достижения независимости и освобождения от какого-либо экономического или военного контроля извне. «Манифест Монте-Кристи» также содержит разъяснение о том, что освободительная война велась не против Испании как таковой, а против колониального режима, существовавшего на острове на протяжении более чем трёх столетий.

## История
Вскоре после начала военных действий против Испании 24 февраля 1895 года (восстания Грито де Байре, начала окончательного этапа войн за независимость Кубы) был опубликован этот манифест, содержавший призыв к вооружённому восстанию кубинского народа против испанского правительства, а также подробное описание программы кубинского революционного движения.
В «Манифест» вошли основные отстаиваемые Хосе Марти националистические идеи: осуждение поддержания колониального порядка, антиимпериалистические настроения, оправдание пролитию крови в Десятилетней войне (1868—1878), обращение к национальной воле, непредвзятость по отношению к этническим группам и культурным чертам, поддержка смешения. В связи с этим в документе содержится обращение к кубинским испанцам следующего содержания: «Кубинцы начали войну, а кубинцы и испанцы её закончат. Не причиняйте нам вреда, и не будете подвергаться жестокому обращению. Проявляйте уважение, и вас будут уважать. Ответом на оружие будет оружие, а на дружбу — дружба». Оба лидера с 6 мая стали высшим руководством революции: Хосе Марти стал верховным главнокомандующим революции, Максимо Гомес — генералом повстанческих сил.
Название манифеста, как правило, писалось с опечаткой — в одно слово, в то время как его правильным написанием должно быть следующее: «Манифест Монте-Кристи» (исп. Manifiesto de Monte Cristi), поскольку это правильное название города, в котором он был подписан.

## Содержание документа
Хосе Марти и Максимо Гомес изложили в «Манифесте» следующие основные принципы. Войну должны были вести как белые, так и чернокожие. Она должна была включать участие всех чернокожих, так как это было крайне важно для победы. Помимо этого, не должны были пострадать испанцы, не возражавшие против военных действий, так как они решили не вовлекать себя в них. Война не должна была причинить побочного ущерба, в частности, частной сельской собственности. С окончанием войны революция в стране должна принести на Кубу новую экономическую жизнь.